# Calçada da Rua Direita (Alegrete)
A Calçada da Rua Direita localiza-se na freguesia de Alegrete, no Município de Portalegre, no Distrito de Portalegre, em Portugal.

## História
Trata-se de um trecho da antiga calçada medieval da vila, no espaço intramuros da povoação. Nas povoações medievais, as chamadas ruas Direitas, abertas a partir do reinado de Dinis I de Portugal, ligavam duas portas diametralmente opostas nas muralhas das povoações, constituindo assim os principais eixos viários.
Nesta rua, embora as casas de habitação não possuam grande valor arquitectónico, é possível encontrar portas ainda em estilo gótico.